# 동대구 나들목
동대구 나들목(E.Daegu IC)은 대구광역시 동구 율하동에 설치된 중앙고속도로의 10번 교차로이다. 예전에는 지금의 동대구 분기점 위치에 설치되어 있었고 경부고속도로의 나들목이었으나, 중앙고속도로 대동 ~ 동대구 민자구간 공사로 인해 현 위치로 이설되었다. 이에 따라 중앙고속도로의 나들목으로 변경되었고, 기존 동대구 나들목은 동대구 분기점으로 변경되었다. 이 과정에서 반야월삼거리와 용계삼거리 일대의 대구 시내 도로도 대대적인 개량을 거쳤다.
동구, 수성구 일대로 진출할 수 있다. 이 나들목으로 진입하기 전에 용계시외버스정류장이 있다.

## 연혁
- 1969년 12월 29일 : 경부고속도로 대구 ~ 부산 구간 개통에 따라 영업 개시[1]
- 2004년 5월 17일 : 2006년 2월까지 나들목 요금소 차로 확장 공사를 위해 대구광역시 동구 용계동 ~ 경상남도 김해시 대동면 월촌리 82.05km 구간 도로구역 변경[2]
- 2005년 7월 15일 : 중앙고속도로 동대구 나들목 ~ 동대구 분기점 구간 임시 개통으로 인해 현 위치로 이설, 기존 동대구 나들목은 동대구 분기점으로 변경.[3]
- 2006년 1월 25일 : 중앙고속도로 대동 ~ 동대구 민자구간 개통.[4]

## 구조물 정보
- 위치: 대구광역시 동구 율하동, 용계동
- 영업소: 대구광역시 동구 화랑로100길 61 (용계동)

## 접속하는 도로
- 국도 제4호선 (화랑로)

## 교통량 정보
중앙고속도로로 이설된 요금소 기준이다. (구)동대구 요금소는 경부고속도로에 있었던 나들목 요금소를 말한다.
| 요금소              | 통행량 (대/일)      | 통행량 (대/일)      | 통행량 (대/일)      | 통행량 (대/일)      | 통행량 (대/일)      | 통행량 (대/일)      | 통행량 (대/일)      | 통행량 (대/일)      | 통행량 (대/일)      | 통행량 (대/일)      | 각주  |
| 요금소              | 2001년              | 2002년              | 2003년              | 2004년              | 2005년              | 2006년              | 2007년              | 2008년              | 2009년              | 2010년              | 각주  |
| ------------------- | ------------------- | ------------------- | ------------------- | ------------------- | ------------------- | ------------------- | ------------------- | ------------------- | ------------------- | ------------------- | ----- |
| (구)동대구 (폐쇄식) | 20,398              | 21,248              | 20,639              | 21,739              | 22,156              | 20,356              | 중앙고속도로로 이설 | 중앙고속도로로 이설 | 중앙고속도로로 이설 | 중앙고속도로로 이설 | [ 5 ] |
| 동대구 (폐쇄식)     | 경부고속도로 요금소 | 경부고속도로 요금소 | 경부고속도로 요금소 | 경부고속도로 요금소 | 경부고속도로 요금소 | 18,385              | 16,048              | 14,775              | 14,861              | 15,422              | [ 5 ] |
| 요금소              | 2011년              | 2012년              | 2013년              | 2014년              | 2015년              | 2016년              | 2017년              | 2018년              | 2019년              |                     | [ 5 ] |
| (구)동대구 (폐쇄식) | 중앙고속도로로 이설 | 중앙고속도로로 이설 | 중앙고속도로로 이설 | 중앙고속도로로 이설 | 중앙고속도로로 이설 | 중앙고속도로로 이설 | 중앙고속도로로 이설 | 중앙고속도로로 이설 | 중앙고속도로로 이설 |                     | [ 5 ] |
| 동대구 (폐쇄식)     | 15,610              | 15,600              | 16,209              | 16,455              | 14,992              | 14,703              | 14,598              | 14,691              | 15,255              |                     | [ 5 ] |